# Saint-Bon-Tarentaise
Pour les articles homonymes, voir Saint-Bon (homonymie) et Tarentaise.
Saint-Bon-Tarentaise, parfois écrite sous la forme Saint-Bon-Courchevel, est une ancienne commune française située dans le département de la Savoie, en région Auvergne-Rhône-Alpes. Le 1er janvier 2017, elle fusionne avec La Perrière pour former la commune nouvelle de Courchevel.
Village de montagne du massif de la Vanoise, en Tarentaise, il comptait 1 910 habitants en 2014.
Le territoire communal accueille la station de sports d'hiver de Courchevel, au sein du domaine skiable des Trois Vallées, composée de cinq villages principaux de la commune : Saint-Bon-Tarentaise (chef-lieu), Courchevel Le Praz (appelé avant 2011 Courchevel 1300), Courchevel Village (anciennement Courchevel 1500), Courchevel Moriond (anciennement Courchevel 1650) et enfin Courchevel (anciennement Courchevel 1850).
La commune bénéficie en 2013 d'un classement au label « station classée tourisme » avec quatre autres communes savoyardes.

## Géographie

### Localisation

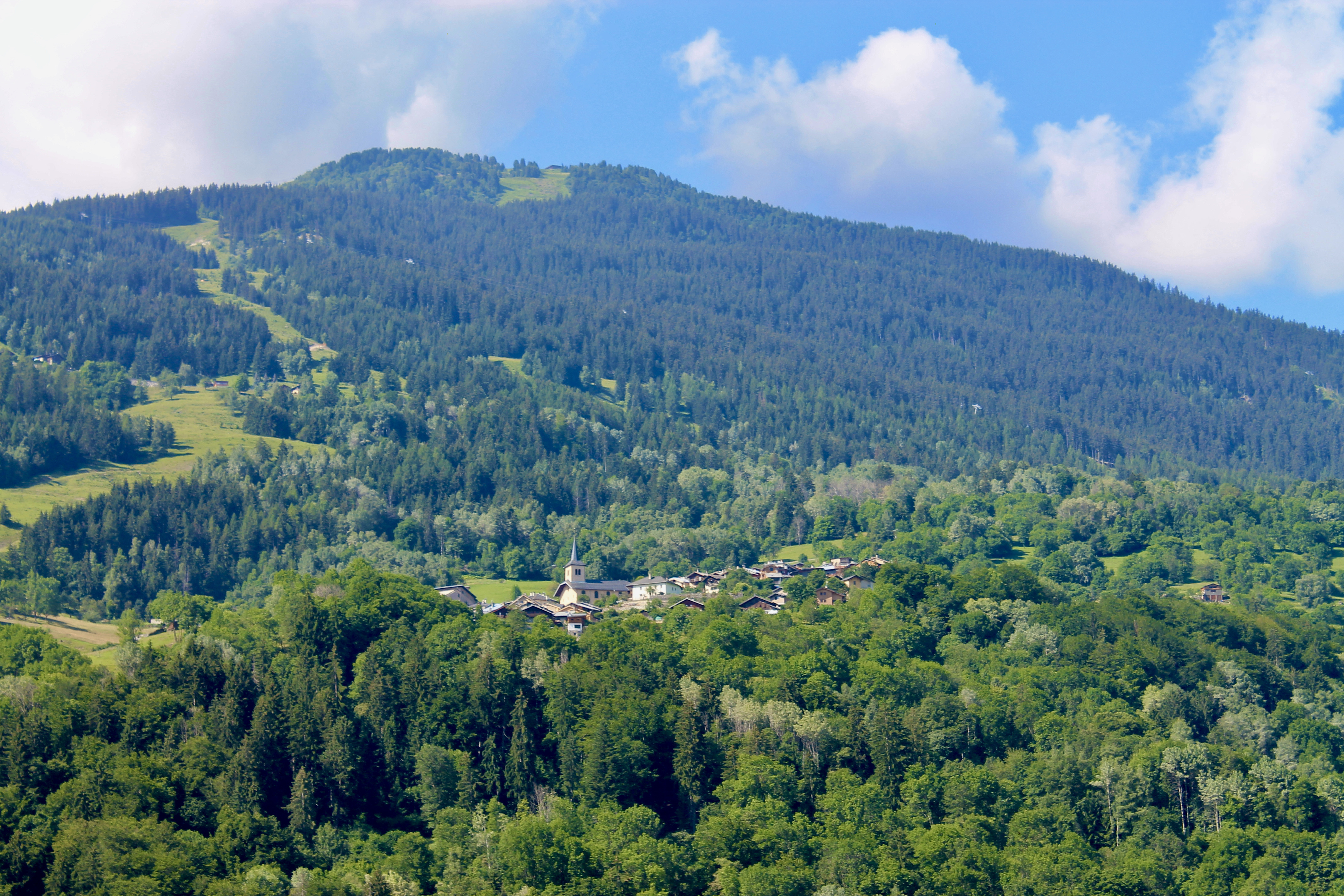
Vue du village de Saint-Bon-Tarentaise, depuis Bozel.

La commune de Saint-Bon-Tarentaise est située dans la partie orientale et montagneuse du département de la Savoie, dans les Alpes du Nord.
Elle comporte un chef-lieu (Saint Bon), quatre stations-villages (Courchevel Le Praz appelée avant 2011 Courchevel 1300, Courchevel Village anciennement Courchevel 1500, Courchevel Moriond ex-Courchevel 1650 et enfin Courchevel ou Courchevel 1850) ainsi qu'une douzaine de hameaux (appelés localement « villages ») : le Petit et le Grand Carrey, la Cuerdy, le Grenier, le Fontanil, le Buisson, le Fay, la Jairaz, le Freney, Montcharvet, (qui permet d’accéder à la Nouvaz).
Le territoire de la commune a été agrandi par le décret du 19 février 1959, où une partie de la commune de Bozel (le hameau de Moriond) a été rattachée à Saint-Bon-Tarentaise.

### Communes limitrophes

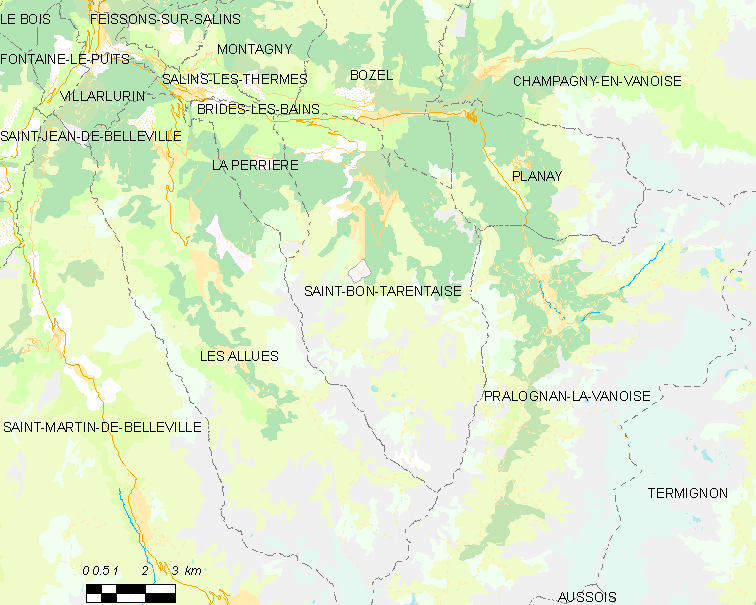
Saint-Bon-Tarentaise et les communes voisines.

Saint-Bon-Tarentaise est limitrophe de six communes, toutes situées dans le département de la Savoie et en zone de montagne. À ce titre, les deux plus longues limites sont partagées avec Les Allues à l'ouest et Pralognan-la-Vanoise à l’est.
| Montagny La Perrière   | Bozel                | Planay               |
| La Perrière Les Allues | Saint-Bon-Tarentaise | Pralognan-la-Vanoise |
| Les Allues             | Pralognan-la-Vanoise | Pralognan-la-Vanoise |

### Hydrographie, géologie et relief

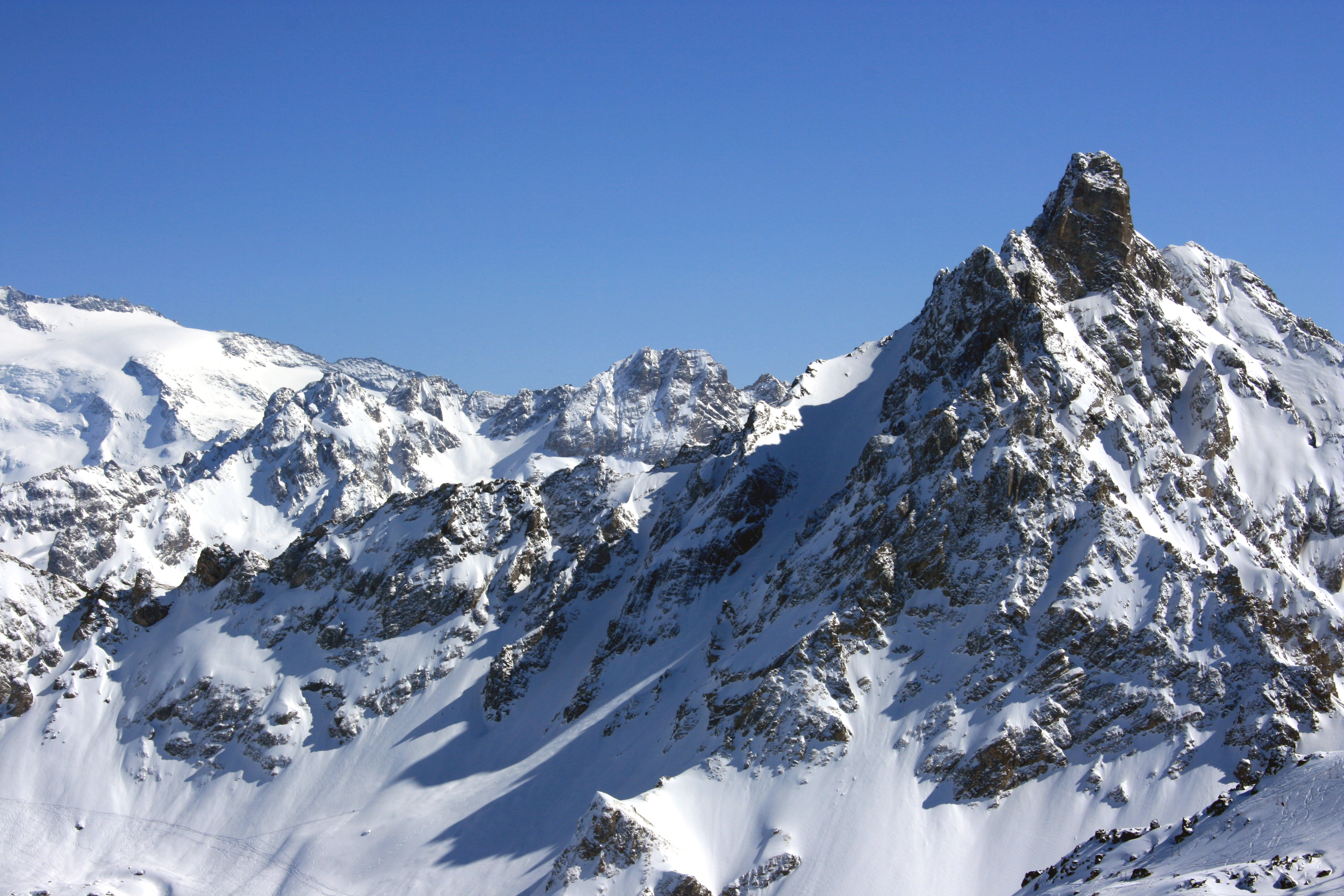
L'aiguille du Fruit, culminant à 3051 m, constitue le point culminant de la commune.

La commune de Saint-Bon-Tarentaise se situe dans le massif de la Vanoise dans les Alpes. Elle est à ce titre une commune de montagne dont l'altitude minimale s'établit à 700 mètres et dont le point culminant est le sommet de l'aiguille du Fruit à 3 051 m.
Le territoire de la commune est un ensemble de vallons dont les ruisseaux confluent dans le torrent de la Rosière, qui se jette en contrebas dans le doron de Bozel. Ce torrent est alimenté notamment par plusieurs sources d'altitude, dont les lacs Merlet et le lac du Rateau.
Ce territoire présente une exposition principalement vers le nord. Il se développe sur les pentes plutôt douces des Tovés, Plantré, Chenus et Verdons, les Creux, Ariondaz, les Avals, Moriond jusqu'aux reliefs plus escarpés des hauts sommets. En outre, de par la forte amplitude altitudinale, la commune comporte quatre étages de végétation : l'étage collinéen, l'étage subalpin, l'étage alpin et l'étage nival au-delà de 2 700 m.
Géologiquement, la commune se situe dans l'unité géologique appelée « zone briançonnaise » et la sous-unité de la zone houillère. Une première formation des roches présentes remonte à 300 millions d'années durant le Paléozoïque, lesquelles se situent aujourd'hui à l'ouest de la commune, au niveau de la montagne de Pralong ou du col du Fruit. Plus tard, il y a 230 millions d'années durant le Mésozoïque, la présence d'une mer peu profonde favorise la création de quartzite dont le rocher de la Loze demeure constitué, de la même manière que l'accumulation de crustacés est à l'origine des roches calcaires comme celles existant dans la dent de la Portetta, laquelle renferme également des fossiles marins. Enfin, le retrait de la mer par évaporation a conduit à la formation de gypse, très présent sur le territoire de la commune. Après une nouvelle submersion, le sol émerge définitivement il y a environ 40 millions d'années durant l'ère tertiaire lors du soulèvement et du plissement des Alpes. Enfin, le relief actuel est le résultat du rabotage causé par l’érosion glaciaire du glacier de l'Isère au cours de la glaciation de Würm.

### Voies de communication et transports
La commune de Saint-Bon-Tarentaise ne compte que deux axes routiers principaux que sont la route départementale route départementale 915 (ancienne route nationale 515) reliant Moûtiers à Pralognan-la-Vanoise et la route départementale 91a desservant exclusivement le chef-lieu de la commune ainsi que les quatre villages de Courchevel.

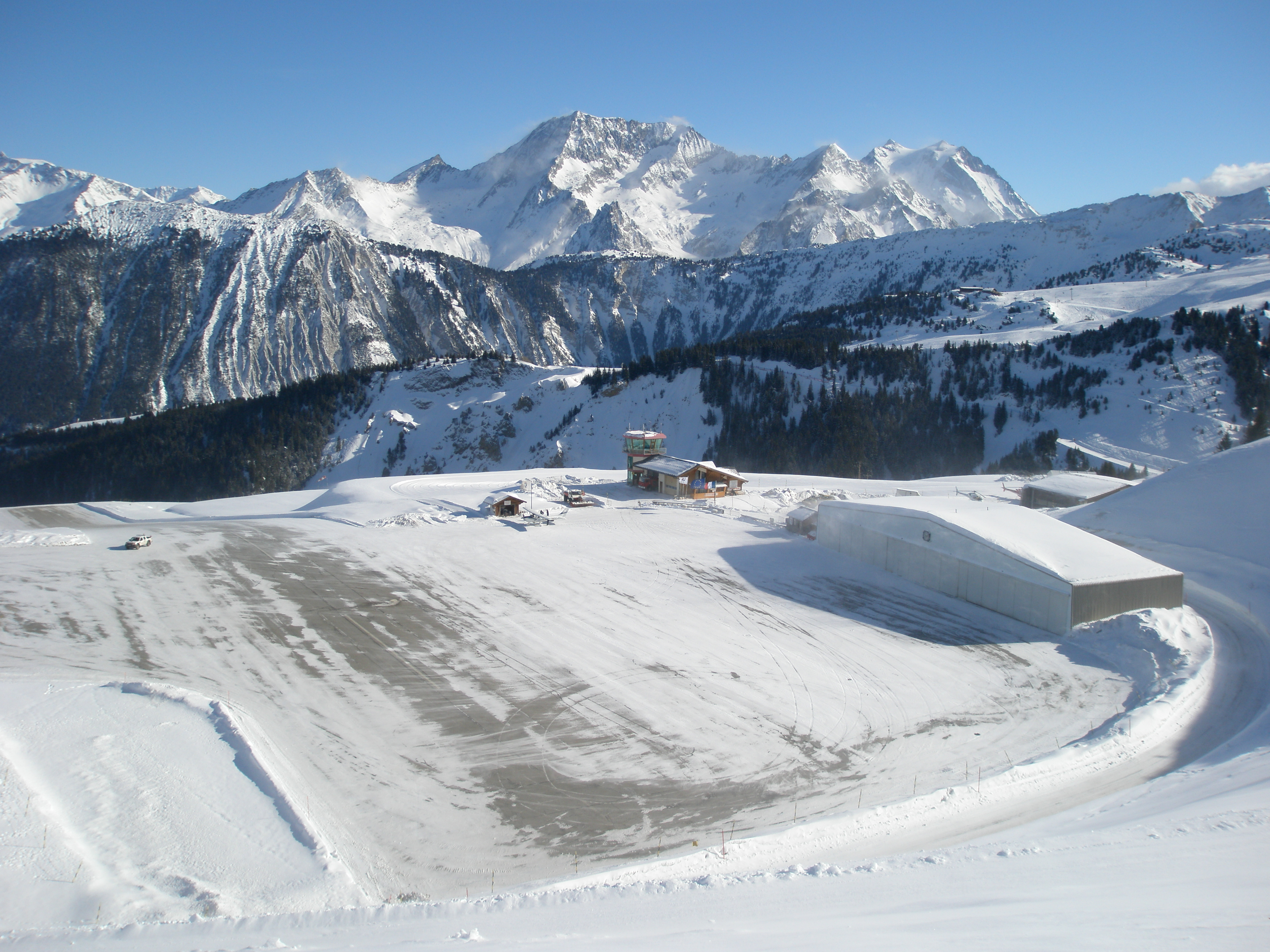
Vue de la piste unique de l'altiport de Courchevel.

En arrivant de Chambéry, l'accès à la commune s'effectue par l'autoroute A430 en provenance de la combe de Savoie, puis par une extension de cette autoroute au-delà d'Albertville. C'est à Moûtiers que débute l’ascension jusqu'à la commune et la station de Courchevel à partir de la  41 (Val Thorens, Les Menuires, Bozel, Courchevel, Méribel) par la route départementale 915 qui traverse Salins-les-Thermes, Brides-les-Bains et La Perrière. Enfin, c'est avant Bozel que la route départementale 91a conduit au chef-lieu et aux villages de Courchevel.
Par le rail, la gare ferroviaire la plus proche de la commune est celle de Moûtiers - Salins - Brides-les-Bains, située à une quinzaine de kilomètres du chef-lieu. Lors de la saison hivernale, elle est desservie chaque week-end par des TGV en provenance de Paris (600 km en 5 h 30), Nantes et Rennes ainsi que par des TGV Thalys en provenance d'Amsterdam et Bruxelles et des Eurostar en provenance de Londres. Une desserte par des TER Rhône-Alpes est également assurée toute l'année sur la relation entre Chambéry et Bourg-Saint-Maurice et parfois entre Lyon et Bourg-Saint-Maurice. Le temps de transport depuis la gare vers la station est de 30 minutes environ (taxi, navettes du transporteur Altibus).
Enfin, par les airs, la commune possède sur son territoire un altiport, l'altiport de Courchevel. Établi à 2 008 mètres d'altitude, celui-ci a enregistré 7 514 mouvements en 2011, dont 60 % concernant des hélicoptères. Les aéroports internationaux les plus proches de la commune sont autrement les aéroports de Lyon-Saint-Exupéry (187 km - 2 h) et Genève (149 km - 2 h 15), ainsi que celui de Chambéry - Savoie (110 km - 1 h 20). La station possède aussi son propre altiport (code AITA : CVF).
Au niveau de la commune, il existe un service de navettes gratuites reliant les différents hameaux et stations-villages de la commune (1850, 1650, 1550, Le Praz, Saint-Bon) ainsi que Bozel, La Tania et les quartiers excentrés (Chenus, Jardin Alpin, Altiport pour 1850 ; Belvédère pour 1650 ; Brigues pour 1550).

## Toponymie
La commune est désignée sous le vocable de Saint-Bon jusqu'au 24 avril 1941, où un décret accole le nom de la vallée de la Tarentaise, donnant Saint-Bon-Tarentaise,,. Toutefois, le site Internet de la commune ou encore la littérature utilise le toponyme Saint-Bon-Courchevel afin de faire référence à la station de sports d'hiver.
Le nom dérive du saint patron de la paroisse, Bonnet de Clermont, évêque de Clermont au VIe siècle.
En francoprovençal, le nom de la commune s'écrit Sè Bon selon la graphie de Conflans.

## Histoire

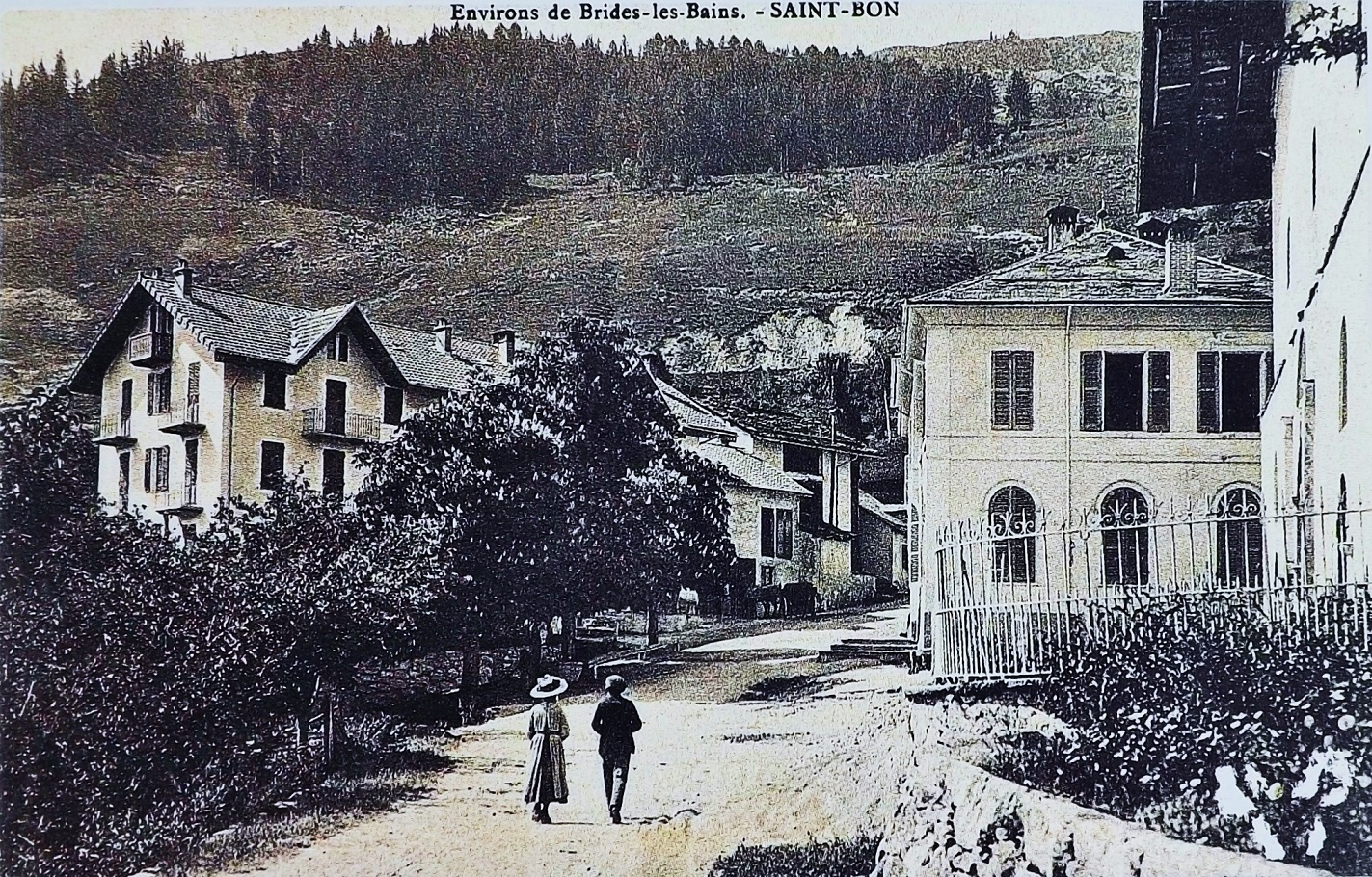
Saint-Bon en 1911.

La localité et la paroisse de Saint-Bon apparaissent dans la première moitié du XIIIe siècle à l'issue d'une séparation avec la paroisse voisine de Bozel. En effet, alors qu'une ordonnance de l'archevêque de Tarentaise de 1170 et la bulle pontificale In Apostolicae Sedis specula du 15 février 1171 ne citent pas Saint-Bon dans l'énumération des églises de Tarentaise, moins d'un siècle plus tard, sa mention est faite dans la bulle Justis petentium desideriis du 3 novembre 1257 (« sancto Boneto ») puis l’année suivante par l'archevêque de Tarentaise (« ecclesiae sancti Boneti »).

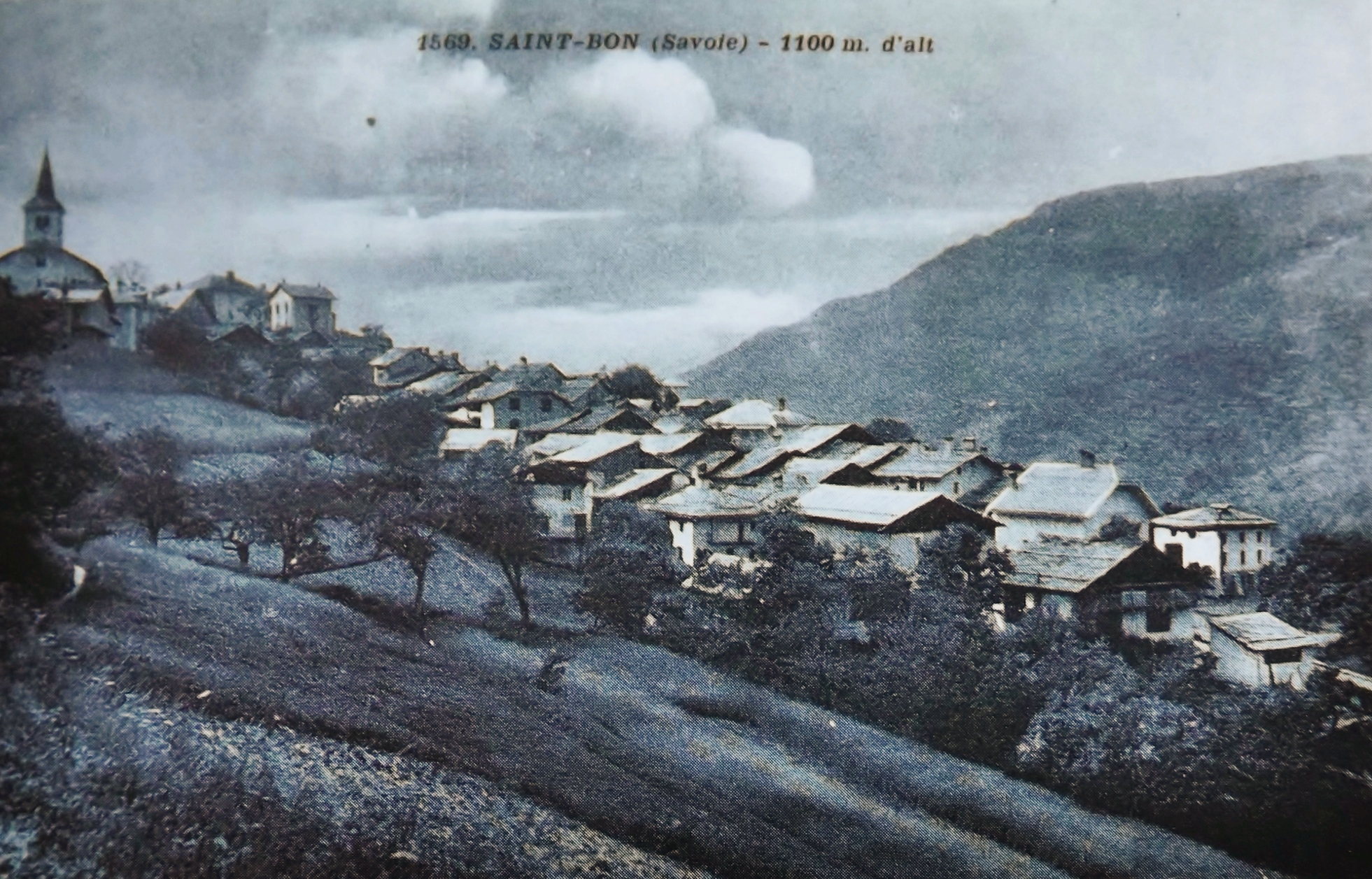
Saint-Bon-le-Bas après l'annexion de 1860.

La vie communale repose sur l'élevage et la fabrication fromagère jusqu'au début du XXe siècle. En 1842, le village connaît un grand incendie qui touche pas moins de 90 maisons. Au début du XXe siècle, seuls quelques hameaux avaient une population permanente (Saint Bon, le Praz, le Petit et le Grand Carrey, la Cuerdy, le Grenier, le Fontanil, le Buisson, le Fay, la Jairaz, le Freney, Montcharvet). Entre 1400 et 1 600 m d’altitude, des « montagnettes » n'étaient habitées par les familles qu'au printemps et en automne, pour permettre le pâturage des troupeaux. Enfin, utilisés en été, des alpages permettaient de conduire les troupeaux à une herbe de meilleures qualités. Des chalets d’alpages, des caves et des granges étaient construites par les familles. L'industrialisation se développe, à cette période, dans le fond de la vallée de la Tarentaise et permet aux hommes de cumuler deux activités (paysans et ouvriers).

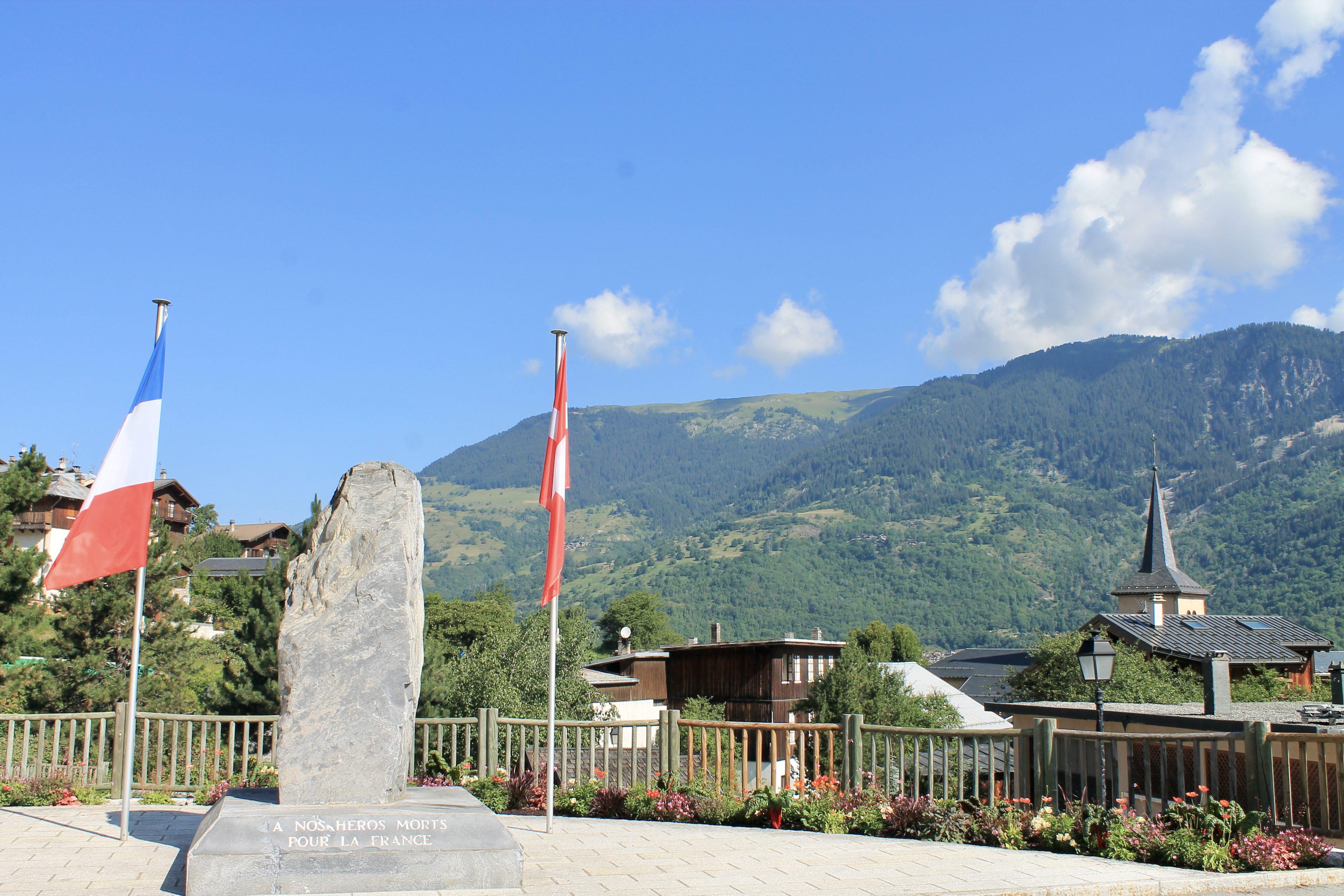
Monument aux morts.

Le tout premier hôtel du village, le Lac Bleu, s'installe en 1908 et accueille des touristes lors de la période estivale. Le tourisme se développe, certains touristes originaires de Paris ou de Lyon, de plus en plus nombreux, font construire des villas, aménagent des maisons pour la location. Le tourisme hivernal se développe aussi à cette période avec des préparations sur les sommets environnants par les alpinistes. L'hydrologue lyonnais Aimé Coutagne, directeur de l'usine de Pomblière à Saint-Marcel (plus bas dans la vallée), décrit sur les pages de La Revue Alpine du Club alpin français, entre 1902 et 1912, les « grands itinéraires à ski des pentes de Saint-Bon »,. Avec l'essor du tourisme à partir de 1946 et le développement de la station de Courchevel, les secteurs en alpages des Tovets, de Moriond ou encore de Praméruel voient leurs activités traditionnelles évoluer vers l'accueil des pratiques hivernales.
En 2016, un projet de fusion est envisagé avec la commune de La Perrière, pour mieux coordonner les stations de Courchevel et La Tania. Lors du conseil municipal du 27 juin 2016, les élus votent à l’unanimité pour la création de la commune nouvelle de  Courchevel. Celle-ci voit officiellement le jour le 1er janvier 2017.
Le 1er janvier 2021, les deux communes déléguées sont supprimées conformément à une délibération du conseil municipal de Courchevel en date du 19 août 2020.

## Politique et administration

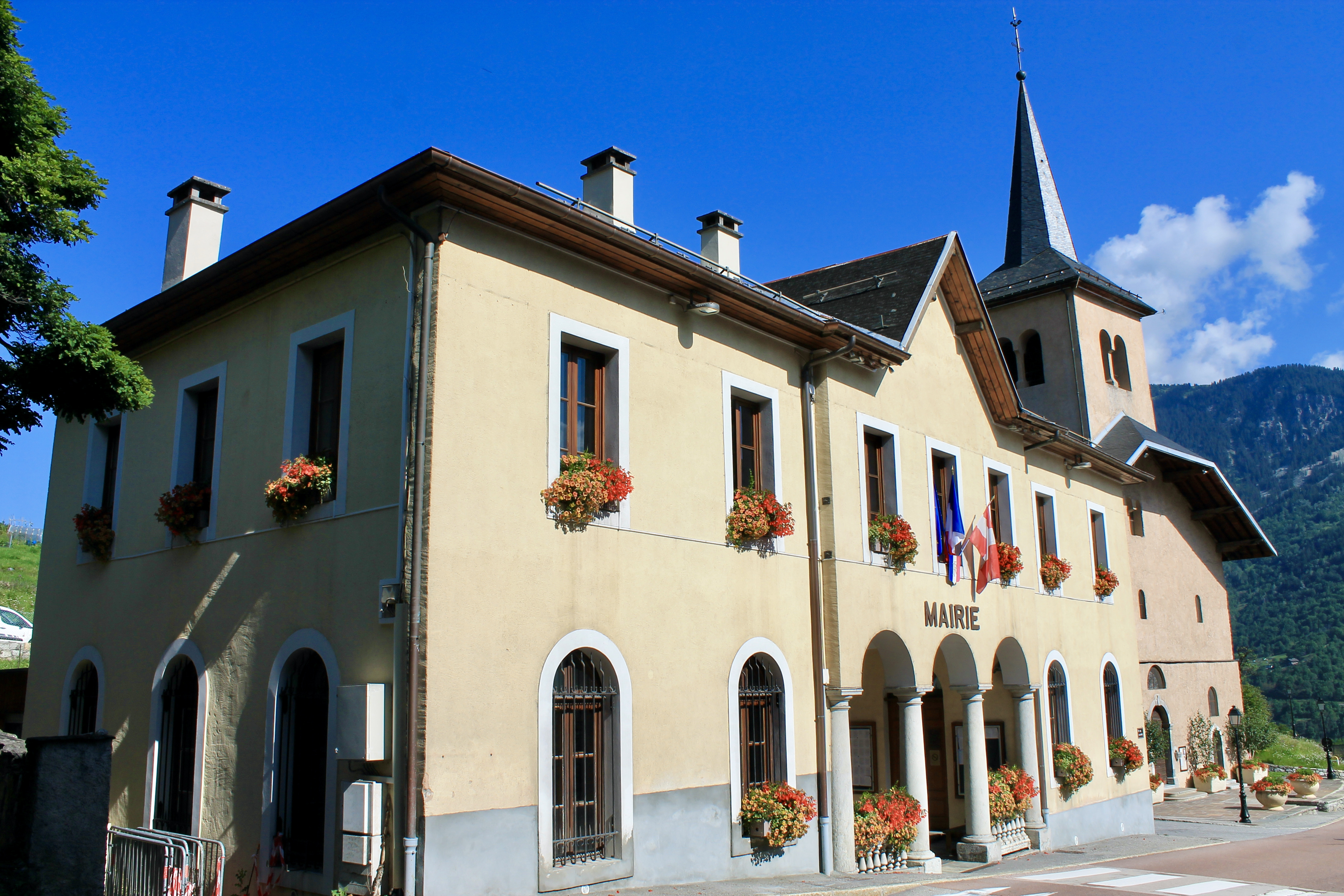
Ancienne mairie de Saint-Bon-Tarentaise devenue mairie de Courchevel.

### Situation administrative
La commune appartient au canton de Moûtiers, qui depuis le redécoupage cantonal de 2014, est composé de 26 communes.
La commune relève de la deuxième circonscription législative du département de la Savoie.
Elle est membre de la communauté de communes Val Vanoise Tarentaise, remplaçant en 2014 l'ancien SIVOM du canton de Bozel Val Vanoise, créé en 1976.

### Administration municipale et élections
Le nombre d'habitants au dernier recensement étant compris entre 1 500 et 2 500 habitants, le conseil municipal saint-bonnais est composé d'un maire et de 18 conseillers municipaux. Parmi ces conseillers municipaux, on dénombre 5 adjoints au maire et 12 conseillers municipaux.
Lors des élections municipales de 2014, Gilbert Blanc-Tailleur, maire depuis 1997 est battu de 43 voix par Philippe Mugnier (42 % contre 45 %). Président de l'Association Nationale des Maires des Stations de Montagne et de France Montagne, il était conseiller municipal depuis 1983 et adjoint depuis 1989,.
Comme la plupart des communes de montagne, Saint-Bon-Tarentaise est marquée par un vote majoritairement à droite : lors des récentes élections présidentielles, les candidats de droite parlementaire ont obtenu au second tour 83,0 % en 2002, 79,3 % en 2007 et 80,5 % en 2012.

### Jumelage
L'ancienne commune n'entretenait aucun accord de jumelage ou de coopération décentralisée, ni pacte d’amitié à l'international.
Cependant, la station de Courchevel est jumelée avec la ville et station américaine de Park City, située dans l'Utah. Une rue du village porte le nom de la ville américaine, de même qu'une piste rouge du domaine skiable.

## Population et société

### Démographie

L'emplacement des villages et de l'altiport sur le territoire communal de Saint-Bon-Tarentaise.
La bande en vert foncé parmi les téléphériques est la réserve naturelle nationale du plan de Tuéda

Les habitants de la commune sont appelés les Saint-Bonnais.
L'implantation d'une station de sports d'hiver sur la commune bouleverse l'évolution démographique du village. Si en 1946, la population communale n'atteint que 548 habitants, celle-ci a quasiment triplé en 1975 (avec 1470 habitants), avec une progression qui se poursuit. Cette évolution démographique est considérée comme plutôt rare pour des communes équivalentes dans la région, non soumises au développement touristique. Ce fort développement a un impact direct sur la constitution de la population. Ainsi, l'abbé Chavoutier observe qu'à la fin des années 1970 la population locale est en passe d'être supplantée par la population extérieure, en indiquant que plus de la moitié des moniteurs de ski et que 90 % des hôteliers sont des investisseurs sont issus de territoires extérieurs à la Tarentaise. Les transformations sociales de la structure de la population ont été analysée par le géographe Pierre Préau dans une étude publiée en 1988.
En outre, à la fin des années 2000, il est estimé que la commune peut voir sa population avoisiner les 30 000 habitants durant les vacances scolaires françaises de Noël et d'hiver.
En 1999, les 1 850 habitants permanents de la commune étaient répartis comme suit :
- Courchevel Le Praz : 365 hab.
- Courchevel Saint-Bon (chef-lieu) : 221 hab.
- Courchevel Village (ex-Courchevel 1550[4]) : 226 hab.
- Courchevel Moriond (ex-Courchevel 1650[4]) : 237 hab.
- Courchevel (ex-Courchevel 1850[4]) : 629 hab.
- Hameaux secondaires : 172 hab.

L'évolution du nombre d'habitants est connue à travers les recensements de la population effectués dans la commune depuis 1793. Pour les communes de moins de 10 000 habitants, une enquête de recensement portant sur toute la population est réalisée tous les cinq ans, les populations de référence des années intermédiaires étant quant à elles estimées par interpolation ou extrapolation. Pour la commune, le premier recensement exhaustif entrant dans le cadre du nouveau dispositif a été réalisé en 2005.

En 2014, la commune comptait 1 910 habitants, en évolution de −0,52 % par rapport à 2008 (Savoie : +3,63 %, France hors Mayotte : +2,11 %).
| 1793 | 1800 | 1806 | 1822 | 1838 | 1848 | 1858 | 1861 | 1866 |
| ---- | ---- | ---- | ---- | ---- | ---- | ---- | ---- | ---- |
| 854  | 869  | 882  | 858  | 989  | 983  | 750  | 811  | 730  |

| 1872 | 1876 | 1881 | 1886 | 1891 | 1896 | 1901 | 1906 | 1911 |
| ---- | ---- | ---- | ---- | ---- | ---- | ---- | ---- | ---- |
| 679  | 689  | 638  | 654  | 628  | 591  | 552  | 527  | 558  |

| 1921 | 1926 | 1931 | 1936 | 1946 | 1954 | 1962  | 1968  | 1975  |
| ---- | ---- | ---- | ---- | ---- | ---- | ----- | ----- | ----- |
| 494  | 565  | 467  | 535  | 548  | 738  | 1 071 | 1 242 | 1 470 |

| 1982  | 1990  | 1999  | 2005  | 2006  | 2010  | 2014  | - | - |
| ----- | ----- | ----- | ----- | ----- | ----- | ----- | - | - |
| 1 651 | 1 732 | 1 850 | 1 850 | 1 876 | 1 964 | 1 910 | - | - |

### Enseignement
La commune de Saint-Bon-Tarentaise est située dans l'académie de Grenoble. En 2015, elle administre trois établissements scolaire, école maternelle et une école élémentaire au village du Praz et école primaire au village de Courchevel 1850-Saint-Bon. Les trois écoles regroupent 215 élèves.
Le collège de rattachement est celui situé à Bozel, le collège le Bonrieu qui possède notamment une section sportive scolaire. On trouve également deux collèges, tous deux équipés d'un internat, sur Moûtiers, un public avec une section sportive scolaire et un établissement privé. C'est d'ailleurs dans cette ville que se trouve le lycée Ambroise-Croizat avec une section professionnelle, qui possède également un internat et une section sportive scolaire.

### Santé
La commune de Saint-Bon-Tarentaise correspond au « Bassin 73227 : Saint-Bon-Tarentaise », soit une seule commune. En 2012, on peut trouver un médecin généraliste sur la commune. La desserte médicale est estimée en septembre 2012 à un médecin généraliste pour 1 942 hab. (chiffre de 2009). Lors de la saison touristique, face à l'augmentation de la fréquentation de la commune (estimée à environ 23 800), on compte cinq médecins saisonniers.
Les autres services liés à la santé sont la présence de dentistes, de kinésithérapeutes, ainsi que des pharmacies.
La commune de Saint-Bon-Tarentaise est rattachée au service d'urgences du Centre hospitalier intercommunal Albertville-Moûtiers (CHAM) disposant d'un site à Moûtiers et d'un autre sur Albertville.

### Médias

#### Radios et télévisions
La commune est couverte par des antennes locales de radios dont France Bleu Pays de Savoie, Radio Courchevel... Enfin, la chaîne de télévision locale TV8 Mont-Blanc diffuse des émissions sur les pays de Savoie. Régulièrement l'émission La Place du village expose la vie locale de la vallée de la Tarentaise. France 3 et son décrochage France 3 Alpes, peuvent parfois relater les faits de vie de la commune.

#### Presse et magazines
La presse écrite locale est représentée par des titres comme Le Dauphiné libéré avec une édition locale, et l'hebdomadaire La Savoie.

### Sports

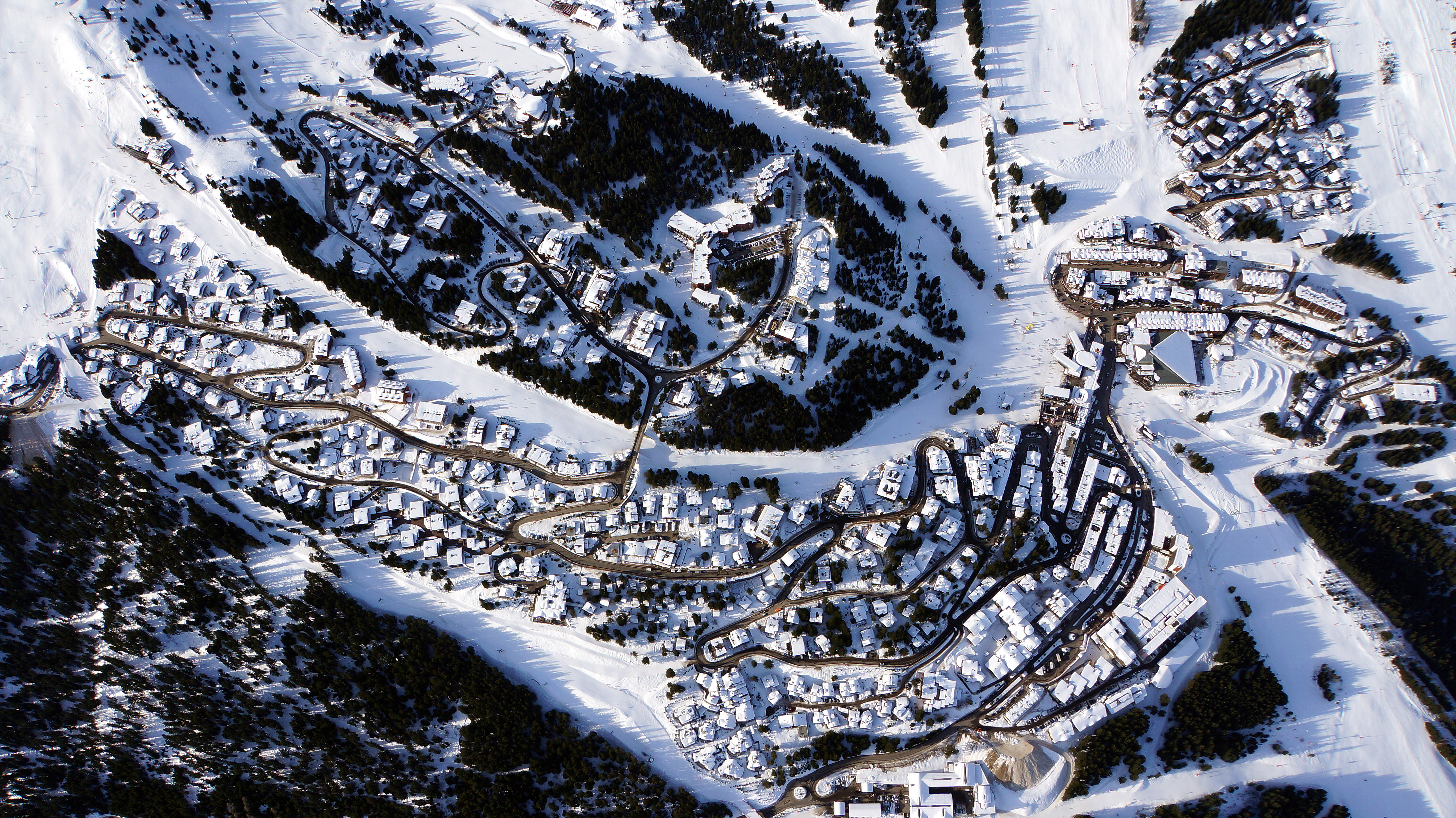
Vue aérienne de Courchevel 1850.

La commune accueille sur son territoire la station de sports d'hiver de Courchevel, créée en 1946, dont le domaine skiable est relié au grand domaines des Trois Vallées.
D'autres infrastructures viennent compléter l'offre de sports d'hiver. Ainsi la piscine « Les Grandes Combes », équipée de deux bassins dont un semi-couvert, est située dans la station-village de Courchevel Moriond. Toutefois, celle-ci n'était ouverte que durant deux mois l'été. Dans un contexte du développement des activités aquatiques en stations la commune a construit entre 2012 à 2015 un centre aquatique de 15 000 m2. Inauguré en décembre 2015, « Aquamotion » peut accueillir jusqu'à mille personnes à la fois.
À côté des tremplins du Praz, la commune a également inauguré en novembre 2013 un complexe sportif, équipé d'un gymnase (1 000 m2 évolutif en salle polyvalente) associé à un espace de remise en forme, « L'envolée ». Cet espace a été conçu pour accueillir des sportifs de haut niveau à l’entraînement.

## Économie

### Agriculture
La commune de Saint-Bon-Tarentaise est couverte par 1 230 hectares d'alpages. Toutefois, le recensement agricole de l’an 2000 dénombre 767 hectares de surface agricole utile, située hors alpages puisque composée de parcelles de prairies naturelles pâturées et/ou fauchées situées à une altitude inférieure à 1 600 mètres,.
Depuis 2005, la commune compte cinq exploitations agricoles, contre treize exploitations en 1988. Parmi ces exploitations, une seule compte un cheptel permanent sur la commune, les autres n'y restant qu'environ huit mois car passant l'hiver dans la vallée. Les exploitants agricoles pratiquant l'inalpage, les bovins pâturent à proximité des villages jusqu'au mois de juin puis rejoignent les alpages d'altitude jusqu'à l'hiver suivant.
En 2005, la commune compte un cheptel bovin totalisant 140 têtes et un cheptel ovin de 20 moutons. Au cheptel bovin s'ajoutent en outre 635 bovins en transhumance dans les alpages de juin à septembre, composé de 570 vaches laitières et 65 génisses. Au cœur de l'été, la commune totalise donc près de 800 têtes de bovins et d'ovins.
Saint-Bon-Tarentaise étant située dans la zone d'appellation d'origine contrôlée (AOC) du beaufort, le fromage produit sur place peut bénéficier du label « beaufort d'alpage ». La production annuelle de beaufort sur la commune est d'environ 70 tonnes, dont 85 % sont issus de la transformation du lait collecté sur place et 15 % de la collecte du lait à la coopérative de Moûtiers.

### Tourisme

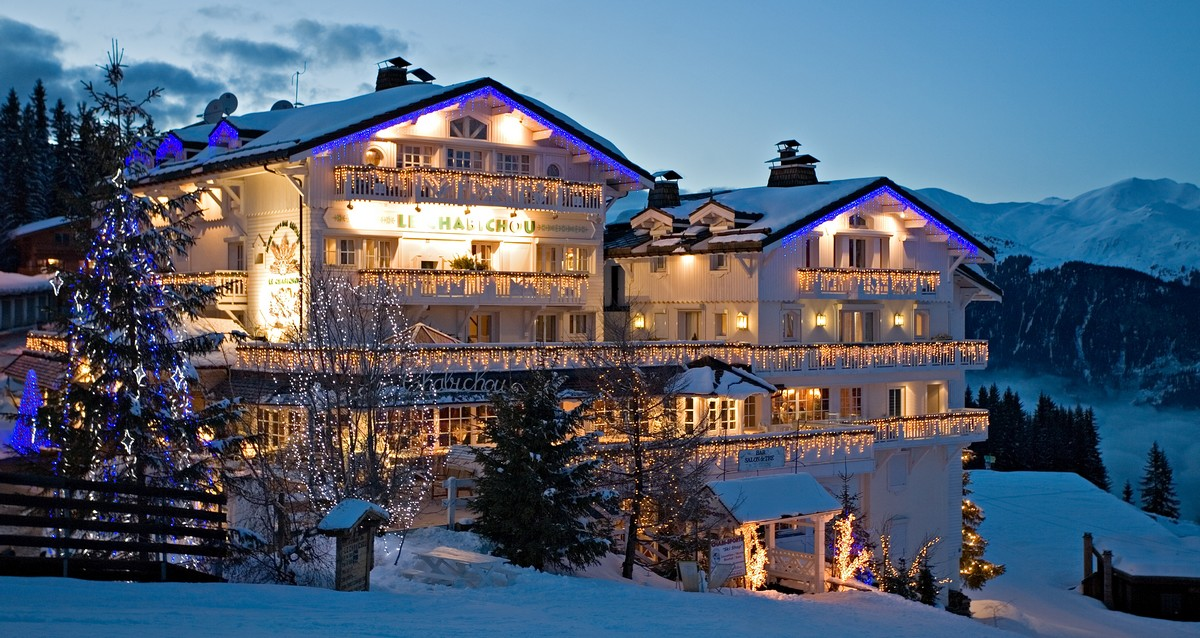
Hôtel-restaurant Le Chabichou, Courchevel.

Avec le développement de la station de sports d'hiver de Courchevel et ses différentes stations-villages, la commune de Saint-Bon-Tarentaise est tournée vers le tourisme depuis la seconde moitié du XXe siècle. Cette orientation permet à la commune d'être labellisée « station classée tourisme » et de bénéficier d'un surclassement démographique pour une commune égale à une ville de « 40 000 à 80 000 habitants ».
En 2015, la capacité d'accueil de la station, estimée par l'organisme Savoie Mont Blanc, est de 32 839 lits touristiques répartis dans 4 982 établissements. Les hébergements se répartissent comme suit : 251 meublés  ; 9 résidences de tourisme ; 51 hôtels ; 4 centres ou villages de vacances/auberges de jeunesse/maisons familiales ; 1 refuge ou gîte d'étape et une chambre d'hôtes. La station ne dispose pas d'hôtellerie de plein air.
La commune dispose d'une structure hôtelière et de restauration haut de gamme avec une vingtaine d'établissements de luxe sur une cinquantaine, ainsi que des tables étoilées. En 2016, huit tables de la station (dont six à Courchevel 1850) se trouvent dans le palmarès du guide Michelin, avec un total de onze étoiles, dont les restaurants des hôtels des Airelles de Pierre Gagnaire, Le Chabichou, le Cheval Blanc de Yannick Alléno, qui gardent leurs deux étoiles.

## Culture et patrimoine
La commune compte six monuments répertoriés à l'inventaire des monuments historiques et trente-trois répertoriés à l'inventaire général du patrimoine culturel. Par ailleurs, elle compte un objet répertorié à l'inventaire des monuments historiques et quatre répertorié à l'inventaire général du patrimoine culturel.

### Patrimoine religieux
Saint-Bon-Courchevel compte deux édifices religieux inscrits à l'inventaire supplémentaires des Monuments historiques :
- Église Saint-Bon  Inscrit MH (1972)[62] ;
- Chapelle Notre-Dame-de-l'Assomption de Courchevel (construction 1953-1959, agrandie en 1970)  Inscrit MH (2005)[63].

### Patrimoine architectural et touristique
La commune possède par ailleurs un patrimoine hérité de sa fonction touristique, qui a fait l'objet d'études par la Direction de la Culture de la région Auvergne-Rhône-Alpes dans sa série « Les dossiers de l'inventaire » (Études sur le patrimoine). Ce ne sont pas moins de 47 édifices (lotissements, chalets) qui ont ainsi retenu une certaine attention.
Le village de Courchevel 1850 a fait l'objet en 1998 d'un Inventaire supplémentaire des monuments historiques,,.
Ainsi, trois édifices supplémentaires ont été classés ou inscrits à l'inventaire en 2005 :
- Chalet Joliot-Curie (1949-1950)  Classé MH (2005), chalet privé de la famille Joliot-Curie[67] ;
- Grenier La Goupille  Classé MH (2005)[68]
- Chalet le Petit Navire (1951)  Classé MH (2005)[69] ;
- Chalet Roques (1948, 1954, 1967)[70] ;
- Chalet (1949)[71] ;
- Lotissement dit Les Chalets Fath[72] ;
- Chalet Le Rabolliot (1951)[73] ;
- Chalet Parallèle 4 (1951)[74] ;
- Chalet Thivollet (1952, 1967, 1995)[75] ;
- Chalet Roche (1954, 1990)[76] ;
- Chalet La Godille (1955)[77] ;
- Chalet Le Troll (1958)[78] ;
- Chalet[79]

### Patrimoine environnemental
Le parc national de la Vanoise occupe le territoire de 28 communes savoyardes, parmi lesquelles se trouve Saint-Bon-Courchevel. Il s'agit du tout premier parc national créé en France en 1963. La faune et la flore y est préservée et fortement diversifiée. Ce parc a contribué, entre autres chose, à la sauvegarde du bouquetin dans le massif de la Vanoise. Le village, les stations-villages et le domaine skiable se trouvent dans l'aire d'adhésion (anciennement appelée pré-parc ou périphérie), soit en dehors du cœur préservé du parc.

#### Faune
En 2007, aucun inventaire exhaustif de la faune de Saint-Bon-Tarentaise n’est achevé, en particulier dans la catégorie des invertébrés. Il était toutefois dénombré à ce moment 103 espèces de vertébrés, représentant 36 % des espèces présentes dans le parc national de la Vanoise et 25 % des espèces recensées dans le département de la Savoie.
Parmi les espèces vertébrées recensées, la commune comptait 17 espèces de mammifères, 70 espèces d'oiseaux nicheurs, 13 espèces de reptiles, 3 espèces d'amphibiens et 8 espèces de poissons.
Parmi les espèces invertébrées recensées, la commune comptait 59 espèces connues de lépidoptères (dont 58 papillons de jour), 11 espèces d'orthoptères inventoriées de manière incomplète et 25 espèces d'odonates.

#### Flore
Il n'existe pas d'inventaire exhaustif de la flore propre à Saint-Bon-Tarentaise, ni même sur l’ensemble du parc national de la Vanoise. Pour autant, les évaluations menées sur le parc ainsi qu'un inventaire relativement exhaustif des plantes rares sur le parc donne un ordre de grandeur de la flore sur la commune.
En 2007, Saint-Bon-Courchevel comptait 21 espèces de plantes protégées, dont trois présentant un intérêt majeur du fait de leur rareté en France, à savoir le chardon bleu des Alpes, la tofieldie boréale et la violette à feuilles pennées. En outre, parmi les autres plantes à forte valeur biologique que compte la commune, figurent la saxifrage fausse mousse, le sabot de Vénus ou encore l'hormin des Pyrénées. Enfin, Saint-Bon-Tarentaise possède également des plantes « symboliques » à la région ou à ses habitants, des plantes de montagne tels le lis martagon, l'ancolie des Alpes ou les gentianes bleues.

### Espaces verts et fleurissement
En 2014, la commune de Saint-Bon-Tarentaise bénéficie du label « ville fleurie » avec « trois fleurs » attribuées par le Conseil national des villes et villages fleuris de France au concours des villes et villages fleuris.

### Personnalités liées à la commune
- Pierre de La Gontrie, (1902-1971) président du conseil général de Savoie (1945-1951), sénateur de Savoie (1948-1968) puis maire de la commune de 1959 à 1968, un des initiateurs de Courchevel.
- L'industriel Emmanuel Besnier possède un chalet à Courchevel[87].

Sportifs licenciés à Courchevel,.
- Jean Blanc, (1921-2018), skieur alpin, natif de Saint-Bon et un des fondateurs de la station de Courchevel
- Cathy Chedal, (1968- ), ancienne skieuse de ski alpin.
- Nicolas Dessum, (1977- ), ancien sauteur à ski.
- Anne-Sophie Barthet, (1988- ), skieuse de ski alpin.
- Taina Barioz, (1988- ), skieuse de ski alpin.
- Nicolas Mayer, (1990- ), sauteur à ski.
- Alexis Pinturault, (1991- ), skieur de ski alpin.
- Morane Sandraz, (1991- ), skieuse de ski alpin.
- Noémie Larrouy, (1995- ), skieuse de ski alpin.
- Léa Lemare, (1996- ), sauteuse à ski.